# Le Miroir (Carlier)
Pour les articles homonymes, voir Le Miroir.
Le Miroir est un groupe de sculptures en ronde-bosse de l’artiste français Joseph Carlier, exécuté en 1897. La sculpture est conservée au musée de Cambrai dans le département du Nord en France.

## Iconographie
Il s’agit d’un ensemble de deux nus féminins. Une femme debout en marbre blanc, un bras tendu tient un miroir en bronze et un bras levé brossant ses cheveux avec le peigne, aussi en bronze. À ses pieds une servante accroupie en bronze, la taille drapée dans de l’onyx. Le socle rond est en bronze sculpté de serpents. Le dessus du socle est couvert de mosaïques sur lesquelles reposent deux coffrets en bronze. 
Cette sculpture a fait l'objet d'identifications diverses. Dans une lettre, Mme de Séré, qui a servi de modèle, évoque la sculpture d'une « Aphrodite ». Au Salon, elle portera le nom Le Miroir. C'est aussi ce nom que lui donne Armand Silvestre dans un poème.
Cette statue est aujourd'hui identifiée comme une représentation de Chrysis du roman Aphrodite de Pierre Louÿs. Chrysis exige, en paiement de ses charmes, du sculpteur Démétrios, qui est épris d’elle, de voler le miroir d'argent d'une courtisane rivale, le peigne d'ivoire d'une prêtresse égyptienne et le collier de perles qui orne la statue de la déesse dans le grand temple d'Aphrodite. Elle le payera plus tard de sa vie. Le personnage en bronze est probablement Djala, l'esclave indienne de Chrysis dans le roman.

## Historique
Cette sculpture est l'une des dernières œuvres imposantes produite par l'artiste. Selon le catalogue du musée de Cambrai rédigé en 1997, les modèles qui posent pour cette œuvre sont une certaine Madame Jean de Sérè pour Chrysis et Nadaud des Ilets, la femme de ménage de Carlier, originaire des Antilles, pour la servante.
Elle est présentée au Salon de 1897 où elle est décorée d'une médaille d'honneur. L’œuvre reçoit un triomphe et sera qualifié de chef-d'œuvre de la grâce féminine. Elle mesure 2,34 m de hauteur sur 1,12 m de large. Elle est acquise en 1898 grâce à une subvention de l’État. 
La sculpture originale est brisée lors de son retour de l'Exposition universelle de 1900 à Paris. Elle est dans un premier temps laissée au dépôt du musée d'Arras. Elle sera restaurée pour 14000fr. L’œuvre est montrée à l'Exposition des Amis des Arts de Cambrai en 1928. La tête et le corps d’origine sont dans les réserves du musée de Cambrai,.
Une version en plâtre est exposée au musée des Beaux-Arts d'Arras[réf. nécessaire].

## Technique
Pour cette œuvre, l'artiste montre une maîtrise de différents matériaux et média : du marbre blanc, du bronze, du marbre rouge et de la mosaïque. Durant le Second Empire, les sculpteurs ont un goût particulier pour la sculpture polychrome,. Joseph Carlier avait ainsi découvert le travail de l'onyx lors d'un séjour en Algérie.

## Galerie

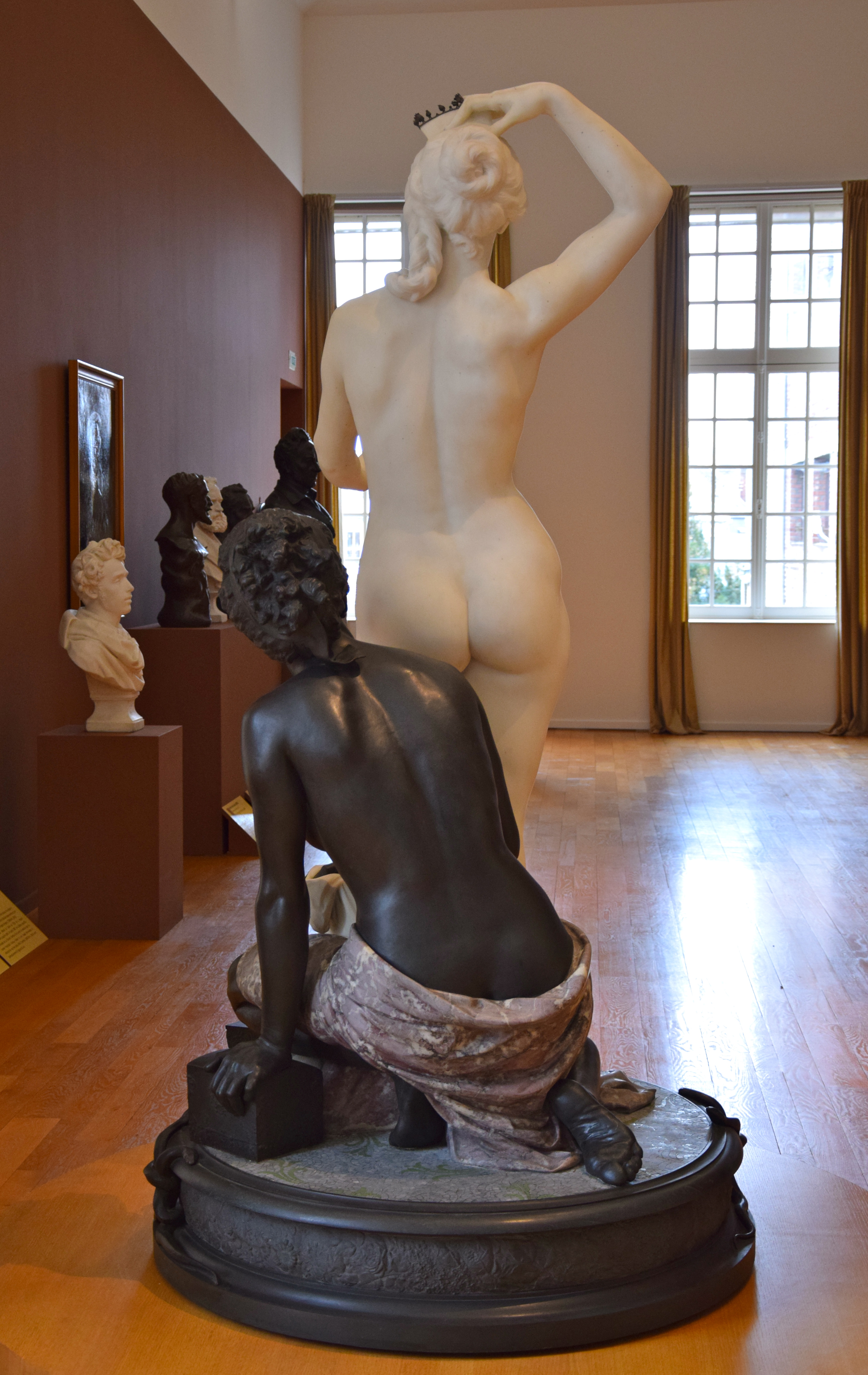
Vue de dos.
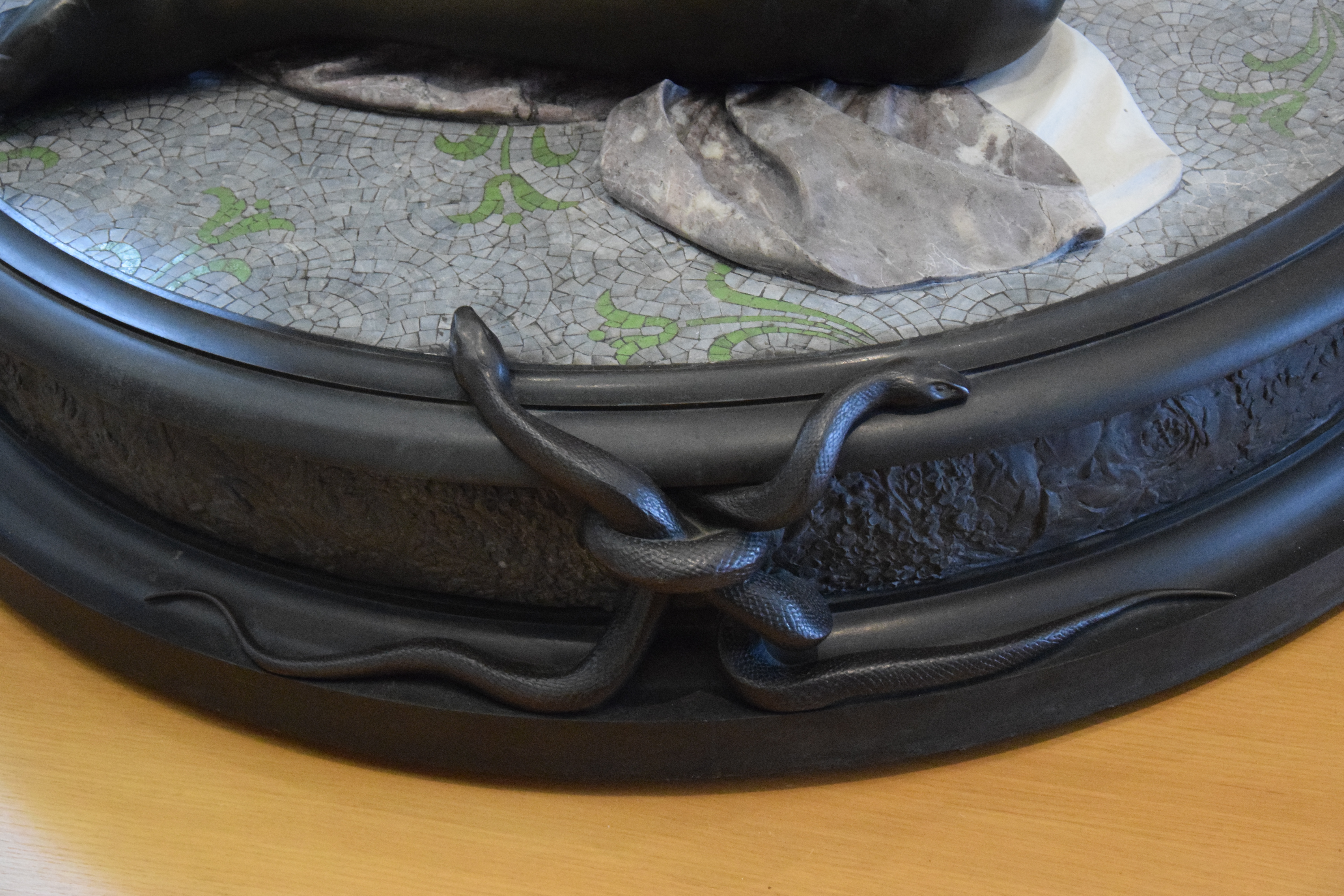
Détail du socle.
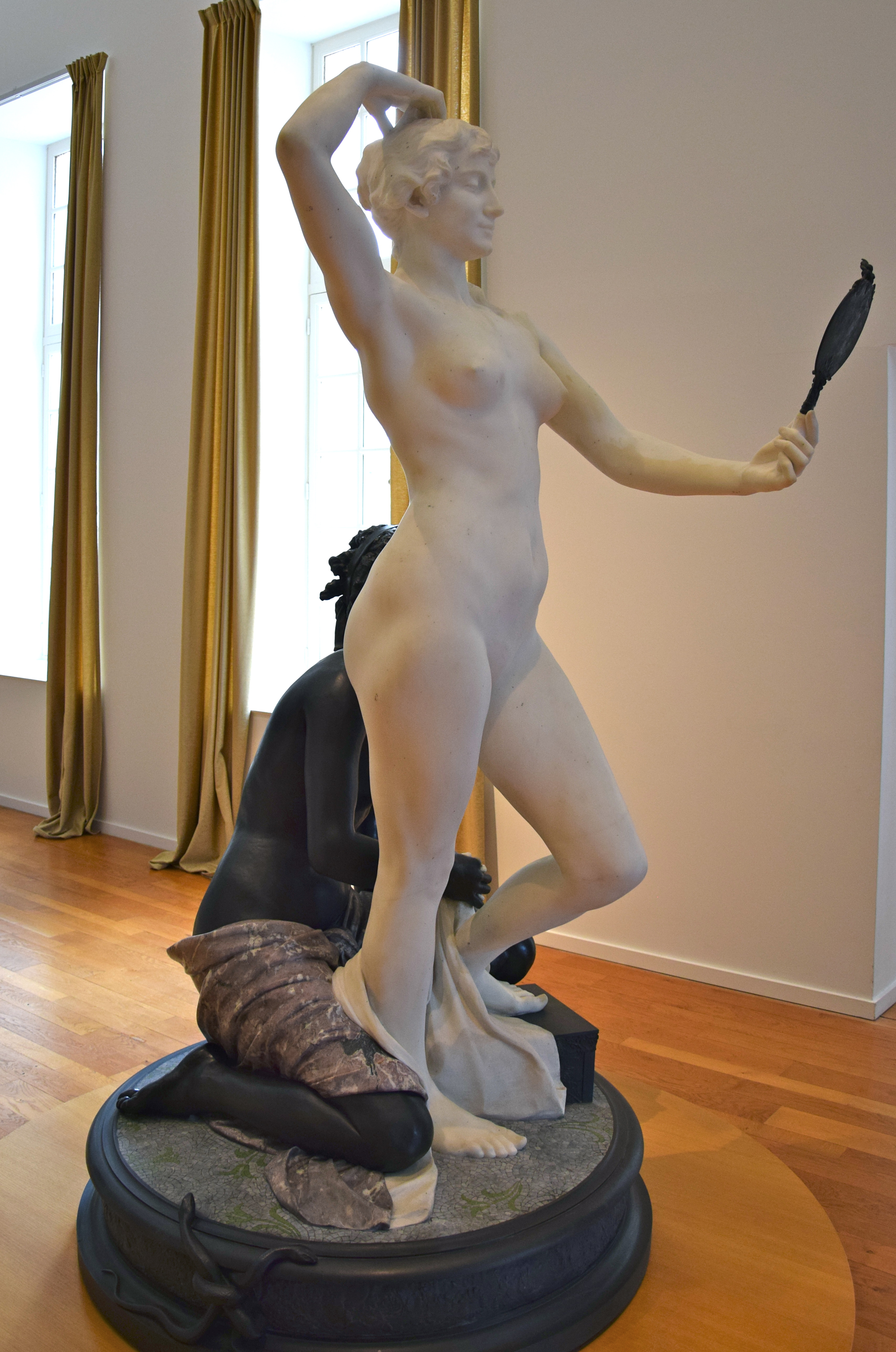
Vue de côté.